# سیلم (آرکانزاس)
سیلم (آرکانزاس) (به انگلیسی: Salem, Fulton County, Arkansas) یک شهر در ایالات متحده آمریکا با جمعیت ۱٬۵۹۱ نفر است که در آرکانزاس واقع شده‌است.

## موقعیت جغرافیایی
موقعیت جغرافیایی شهرها و مناطق اطراف به شرح زیر است: